# Sven Hedins ankomst till Furusund och Stockholm
Sven Hedins ankomst till Furusund och Stockholm är en svensk kortfilm från 1909. Filmen visar precis som titeln antyder när Sven Hedin anlände till Furusund den 16 januari och Stockholm den 17 januari 1909.

### Fotnoter
1. ↑  ”Sven Hedins ankomst till Furusund och Stockholm”. Svensk Filmdatabas. http://sfi.se/sv/svensk-filmdatabas/Item/?type=MOVIE&itemid=3217&ref=%2ftemplates%2fSwedishFilmSearchResult.aspx%3fid%3d1225%26epslanguage%3dsv%26searchword%3dSven+Hedins+ankomst+till+Furusund+och+Stockholm%26type%3dMovieTitle%26match%3dBegin%26page%3d1%26prom%3dFalse. Läst 8 april 2013.